# 電光壁蜑螺
電光壁蜑螺（学名：Septaria janelli）为蜑螺科壁蜑螺屬下的一个淡水螺的物种。

## 分佈
本物種的模式產地位於關島，但在台灣亦有見其踪影。

## 外部連結
- 維基物種上的相關：電光壁蜑螺